# Ферфилд (Илиноис)
Ферфилд (енгл. Fairfield) град је у америчкој савезној држави Илиноис. По попису становништва из 2010. у њему је живело 5.154 становника.

## Демографија
Према попису становништва из 2010. у граду је живело 5.154 становника, што је 267 (4,9%) становника мање него 2000. године.
| Група             | 2000.         | 2010.         |
| Белци             | 5.316 (98,1%) | 4.988 (96,8%) |
| Афроамериканци    | 5 (0,1%)      | 25 (0,5%)     |
| Азијати           | 34 (0,6%)     | 36 (0,7%)     |
| Хиспаноамериканци | 23 (0,4%)     | 61 (1,2%)     |
| Укупно            | 5.421         | 5.154         |